# Dryopteris latibasis
Dryopteris latibasis är en träjonväxtart som beskrevs av Ren-Chang Ching. Dryopteris latibasis ingår i släktet Dryopteris och familjen Dryopteridaceae. Inga underarter finns listade.